# 니콜라이 콜레스니코프
니콜라이 알렉세예비치 콜레스니코프(러시아어: Николай Алексеевич Колесников, 1952년 2월 15일 ~ )는 소련의 역도 선수이다.
그는 1976년 몬트리올 올림픽에서 페더급 부문의 금메달을 획득하였다.

## 선수 경력
콜레스니코프는 1974년 마닐라에서 열린 세계 역도 선수권 대회에서 은메달을 획득하였다. 그는 세계 선수권 대회에서 2번 (1977, 1978) 우승을 하였다.